# Ilha Kapiti
A ilha Kapiti é uma ilha pequena ilha ao longo da costa sudoeste da ilha Norte da Nova Zelândia. Possui 8 km de comprimento, correndo ao sudoeste/nordeste, e cerca de 2 km de largura, sendo mais ou menos de formato retangular, perfazendo uma área de 19,65 quilômetros quadrados.

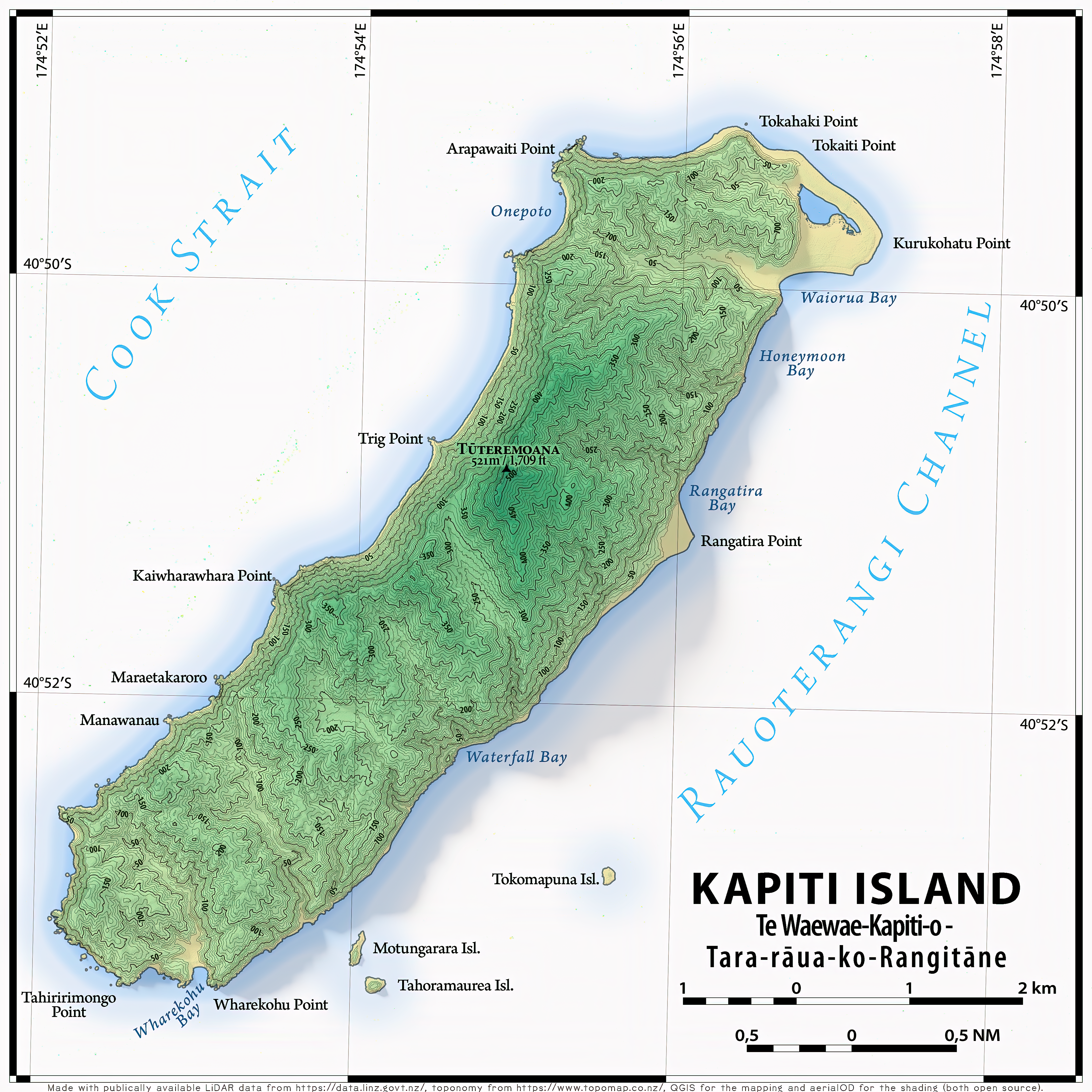
Mapa topográfico da ilha de Kapiti